# 埃龙代勒
埃龙代勒（法語：Érondelle，法語發音：[eʁɔ̃dɛl]）是法国上法蘭西大區索姆省的一个市镇，属于阿布维尔区。

## 地理
埃龙代勒（50°3'7"N, 1°52'58"E）面积4 平方千米，位于法国上法蘭西大區索姆省，该省份为法国北部沿海省份，北起加来海峡省和北部省，西接滨海塞纳省和大西洋英吉利海峡，南至瓦兹省，东临埃纳省。
与埃龙代勒接壤的市镇（或旧市镇、城区）包括：巴约勒、布赖莱马勒伊、索姆河畔欧库尔、列尔库尔、蓬雷米。

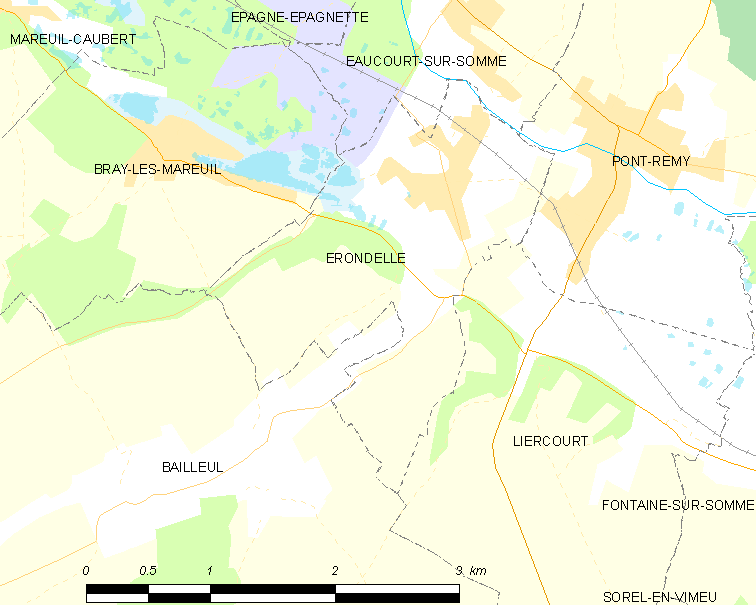
埃龙代勒的OSM定位图

埃龙代勒的时区为UTC+01:00、UTC+02:00（夏令时）。

## 行政
埃龙代勒的邮政编码为80580，INSEE市镇编码为80282。

## 政治
埃龙代勒所属的省级选区为加马什县。

## 人口

1962-2008年间埃龙代勒人口变化图示

埃龙代勒于2022年1月1日时的人口数量为507人。